# Open Gaz de France 2007
Open Gaz de France 2007 — жіночий тенісний турнір, що пройшов на закритих кортах з твердим покриттям стадіону П'єр де Кубертен у Парижі (Франція). Належав до турнірів 2-ї категорії в рамках Туру WTA 2007. Відбувсь уп'ятнадцяте і тривав з 5 до 11 лютого 2007 року. Четверта сіяна Надія Петрова здобула титул в одиночному розряді.

## Фінальна частина

### Одиночний розряд
Надія Петрова —  Луціє Шафарова 4–6, 6–1, 6–4
- Для Петрової це був 1-й титул за рік і 7-й — за кар'єру.

### Парний розряд
Кара Блек /  Лізель Губер —  Габріела Навратілова /  Владіміра Угліржова 6–2, 6–0